# Chafariz do Carmo

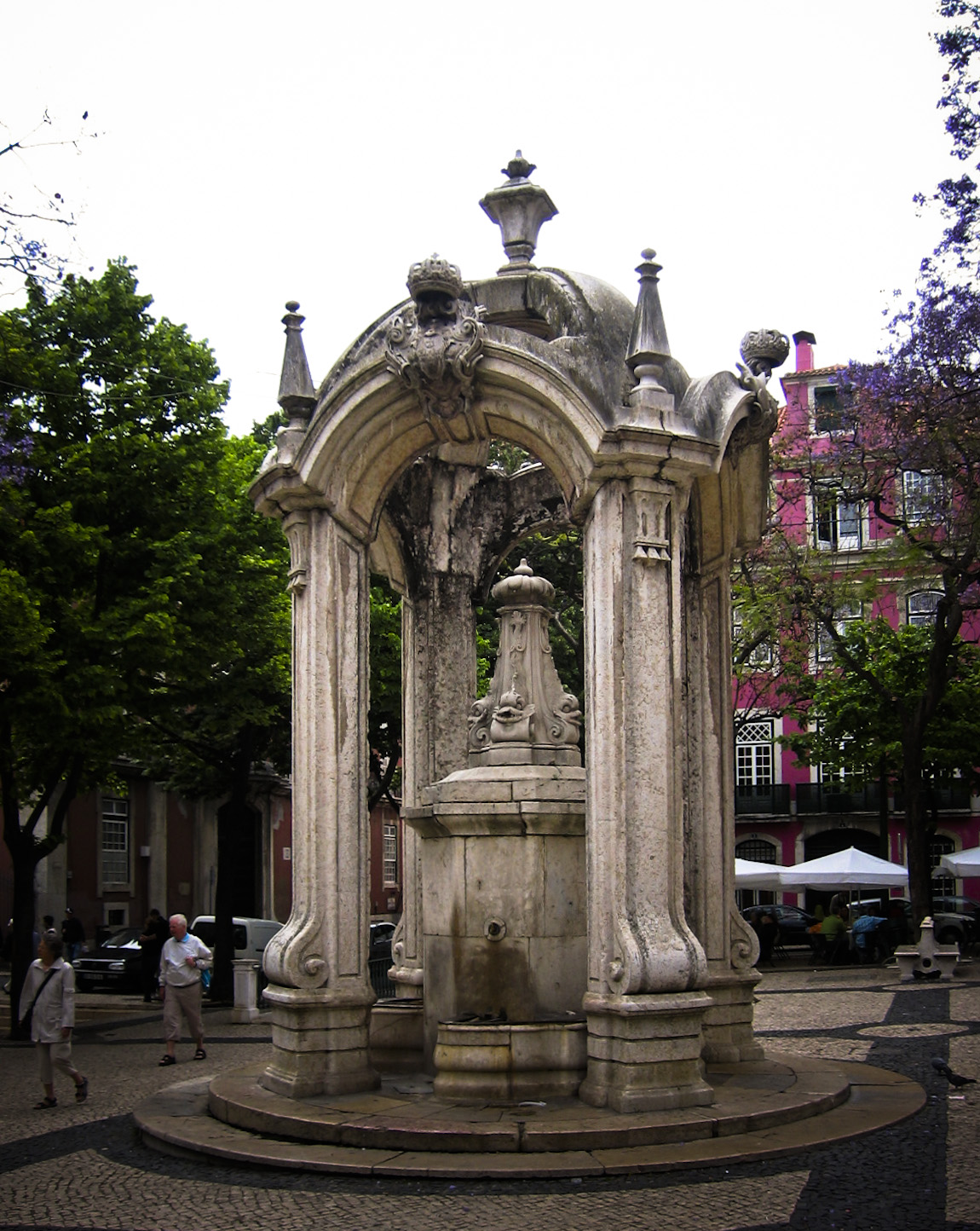
Der Chafariz do Carmo

Der Chafariz do Carmo ist ein Trinkbrunnen im Zentrum der portugiesischen Hauptstadt Lissabon. Er wurde 1771 in der Mitte des Largo do Carmo errichtet.
Gespeist wird er mit Wasser aus dem Aqueduto das Águas Livres, mit dem er durch die Galeria do Loreto verbunden ist.